# مفاهيم حول الإله
تتفاوت المفاهيم حول الله بين الأديان المختلفة مثل التوحيدية، الواحدية، الأديان الثنوية، والهينوثية وتمتد إلى مستويات مختلفة من التجريد:
- قد يعتبر أنه على هيئة الإنسان، لكنه قدير وخارق للطبيعة، أو كمفهوم مقصور على فئة معينة باطنية أو كيان لفلسفي.
- وقد يعتبر أنه مطلق الوجود"، الصالح الأعظم" والمطلق اللانهائي"، "المتعالي"، أو الوجود أو الكينونة نفسها.
- ويعتبر أنه أساس الوجود، الركيزة الوحدانية، التي لا يمكننا فهمها.

وصلتنا أول التسجيلات حول المفاهيم التوحيدية للاله، التي ولدت من الهينوثية و(في الغالب في الأديان الشرقية) والأحادية، من العصر الهلنستي اليوناني القديم. عبر العصور، كان المعيار الوحيد الذي تشترك فيه  الأشياء والكيانات الكثيرة التي وصفتها الأديان وأنظمة المعتقدات الأخرى بأنها إلهية، هو الاعتراف بأن هذه الأشياء والكيانات هي إلهية.

## الفلسفة الهلينستية والدين

### الأرسطية
في كتابه الميتافيزيق، يناقش أرسطو معنى «الوجود». يرى أرسطو أن «الوجود» يشير في المقام الأول إلى المحرك الغير متحرك (العلة الأولى)، وحدد كيانا واحدًا لكل حركة في السماء. يقوم هذا المحرك غير المتحرك بالتفكر باستمرار في تأملاته الخاصة، وكل ما يناسب المعنى الثاني لـ «كونه» من خلال وجود مصدر حركته في حد ذاته يتحرك، لأن معرفة محركه تجعله يحاكي هذا المحرك.
يعرف أرسطو الله بأنه الكمال، وكائن مثالي لا يمكن إلا أن يفكر بالكمال وليس بالنقص، وإلا فلن يكون الكمال أحد صفاته. الله، وفقا لأرسطو، هو في حالة «ركود» لم يمسها تغيير أو أي عيب. إن «المحرك غير المتحرك» هي فكرة لا تشبه أي مفهوم لله الذي يعرفه معظم الأديان. لقد تم تشبيهه بالشخص الذي يلعب لعبة الدومينو ويدفع واحدة منها، بحيث يتم دفع كل دومينو في المجموعة كذلك، دون الحاجة إلى القيام بأي شيء حيال ذلك. على الرغم من أن المعلم الفرنسي ألان كارديك في القرن الثامن عشر قد جلب مفهومًا مشابهًا جدًا لله أثناء عمله في تدوين الروحانية، فإن هذا يختلف عن تفسير الله في معظم الأديان، حيث يُنظر إليه على أنه مشارك شخصيًا في خلقه.

### الهرمسية
«الكل» هي مفهوم الهرمسية لـ الله. سمي أيضًا «الواحد» و «العظيم» و «الخالق» و «العقل الجبار» و «الصالح الأعظم» و «الأب» و «الأم الكونية». يرى البعض أن فكرة «الكل» هي نفسها فكرة وحدة الوجود لمفهوم الله، ويندرج من ضمنها كل ما يمكن أن يختبر. وينص أحد أقوال الهرمسية المأثورة «بينما كل شيء هو الكل (أي الله)، وبنفس الوقت فإن الكل (الله) هو في كل شيء» (While All is in THE ALL, it is equally true that THE ALL is in All). ويمكن أيضا أن ينظر إلى الجميع على أنه خنثوي، يمتلك كلا من الصفات الذكورية والأنثوية في نص متساو. لكن هذه الصفات هي جنس عقلي لا جسدي لأن الكل يفتقر إلى جنس جسدي.

## الديانات الإبراهيمية
تؤمن الديانات اليهودية والمسيحية والإسلام، وحتى البهائية، أن الله خلق العالم وهو يتحكم بالكون، وتؤمن أيضًا أن لله الصفات التالية: القداسة والعدالة والسيادة والقدرة المطلقة والعلم الكلي والإحسان والتواجد الكلي. ويعتقد أيضا أنه متعال، وهذا يعني أن الله خارج الفضاء والوقت. لذلك، إن الله أبدي وغير قابل للتغيير ولا يتأثر بالقوى الأرضية أو أي شيء آخر داخل خليقته.

### اليهودية
اليهودية التوحيدية هي استمرار الهينوثية العبرية السابقة (أي عبادة اله واحد من بين العديد من الألهة) وهي العبادة الحصرية لإله إسرائيل (يهوه) على النحو المنصوص عليه في التوراة، والتي تمارس في هيكل القدس. يظهر التوحيد الخالص في اليهودية الهلنستية واليهودية الحاخامية. جاء نطق الاسم الصحيح لإله إسرائيل في العصر الهيليني (اليهودية الثانية)، وبدلاً من ذلك أشار اليهود إلى الله على أنه "هاشم" (عبرية بمعنى «الاسم»). في الصلاة وقراءة الكتاب المقدس، يتم استبدال يهوه بـ أدوناي («ربي»).
تُعلِم اليهودية التقليدية أن الله ليس ماديا ولا روحيا. الله هو الخالق لكليهما، لكنه ليس أيا منهما، وهو أبعد من كل بنى المكان والزمان. هناك وجهان لله: الله نفسه، الذي في النهاية غير معلوم، والجانب الموحى من الله، الذي خلق الكون ويحافظ عليه، ويتفاعل مع الجنس البشري بطريقة شخصية. في الديانة اليهودية، يظهر مبدأ التوحيد في الصلاة اليومية، الشيما، والتي تعتمد نص التثنية 6-4 الذي يقول: "اسْمَعْ يا إسْرائِيلَ، يهوه هُوَ إلَهُنا، يهوه وَحْدُهُ". ذكر موسى بن ميمون في مبادئه الإيمان الثلاثة عشر أن الله هو الخالق ودليل كل شيء قد خلق، أنه واحد، لا توجد وحدة في أي شكل مثله، وهو وحده الله. أنه خالٍ من جميع خواص المادة وأنه لا يمكن أن تكون هناك مقارنة (جسدية) له على الإطلاق؛ أنه أبدي، وهو الأول والأخير؛ أنه يعرف كل أفعال البشر وكل أفكارهم. أنه يكافئ أولئك الذين يحفظون وصاياه ويعاقب أولئك الذين ينتهكونها، وأنه عندما يشاء، يحيي الموتى.
يعتقد مفكرو القباليين بأن كل الوجود هو نفسه جزء من الله، وأننا كبشر لا ندرك تأصل صفات الله فينا، وأننا نصارع لوعي هذا. إن النظرة الدائمة في الحسيدية حاليًا، هي أنه لا يوجد شيء خارج الله، كل الوجود داخل الله، ومع ذلك لا يمكن أن يحتويه كل الوجود. فيما يتعلق بذلك، صرح سليمان أثناء تخصيص الهيكل، «ولكن هل يسكن الله في الحقيقة مع البشرية على الأرض؟ هوذا السموات وسماء السموات لا تستوعبك».
شكل المفكرون اليهود المعاصرون مجموعة واسعة من الأفكار الأخرى عن الله. أعتقد هيرمان كوهين أن الله يجب أن يُعرف بـ «النموذج الأخلاقي»، وهي فكرة تذكرنا بفكرة أفلاطون عن الخير. يعتقد مردخاي كابلان أن الله هو مجموع كل العمليات الطبيعية التي تسمح للإنسان أن يحقق ذاته.

### الدين المسيحي

#### التثليث

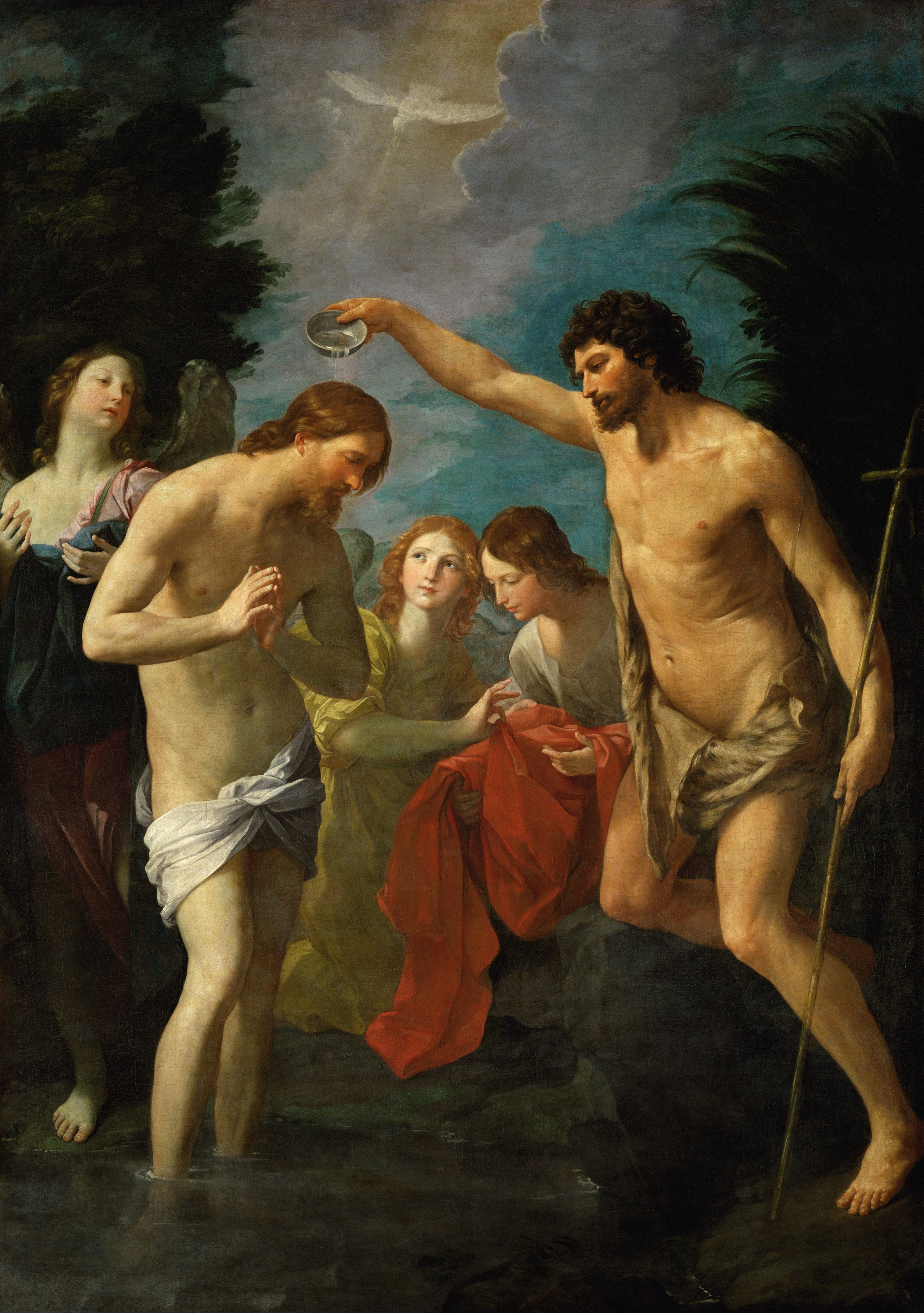
"معمودية المسيح" لريدو ريني (حوالي 1623)

في المسيحية، ينص مبدأ الثالوث على أن الله هو كائن واحد موجود، في وقت واحد وإلى الأبد، وذلك من ثلاثة أقانيم" الآب (المصدر، والجلالة الخالدة)؛ الابن (اللوغوس الأبديّة ("الكلمة")، الظاهرة في شكل إنساني مثل يسوع وبعد ذلك كمسيح)؛ والروح القدس (الباراقليتي أو المحامي). منذ القرن الرابع الميلادي، في كل من المسيحية الشرقية والغربية، تم ذكر هذه العقيدة على أنها "إله واحد في ثلاثة أشخاص"، جميعهم الثلاثة، باعتبارهم "أشخاصا" متميزين أو أبديين، أو "أقنوم"، يتشاركون في إله واحد الجوهر أو الوجود أو الطبيعة.
في أعقاب المجمع الأول في القسطنطينية، يوصف الابن بأنه أبدي مولود من قبل الأب («ولد من أبيه قبل كل العوالم»). هذا الجيل لا يعني بداية الابن أو علاقة أدنى مع الأب. الابن هو الصورة المثالية لأبيه، وهو متشابه معه. الابن يبادل هذا الحب، وهذا الاتحاد بين الاثنين هو الأقنوم الثالث من الثالوث، الروح القدس. الروح القدس متساوٍ مع الأب والابن. وهكذا، الله يتأمل ويحب نفسه، ويتمتع بلا حدود والكمال الطوبى داخل نفسه. هذه العلاقة بين الشخصين الآخرين تسمى التطواف. على الرغم من قبول الثالوث في معظم الكنائس المسيحية، هناك اختلافات لاهوتية، لا سيما بين الفكر الكاثوليكي والأرثوذكسي على موكب الروح القدس. بعض الجماعات المسيحية لا تقبل الثالوث، على الأقل ليس في شكله التقليدي، وتشمل مجموعة بارزة من شهود يهوه، والمورمون، وإخوة المسيح، الموحدين، والآريوسيين، والتبنيين (الذين يؤمنون بأن الله تبنى المسيح ولم يلده).

#### التوحيد

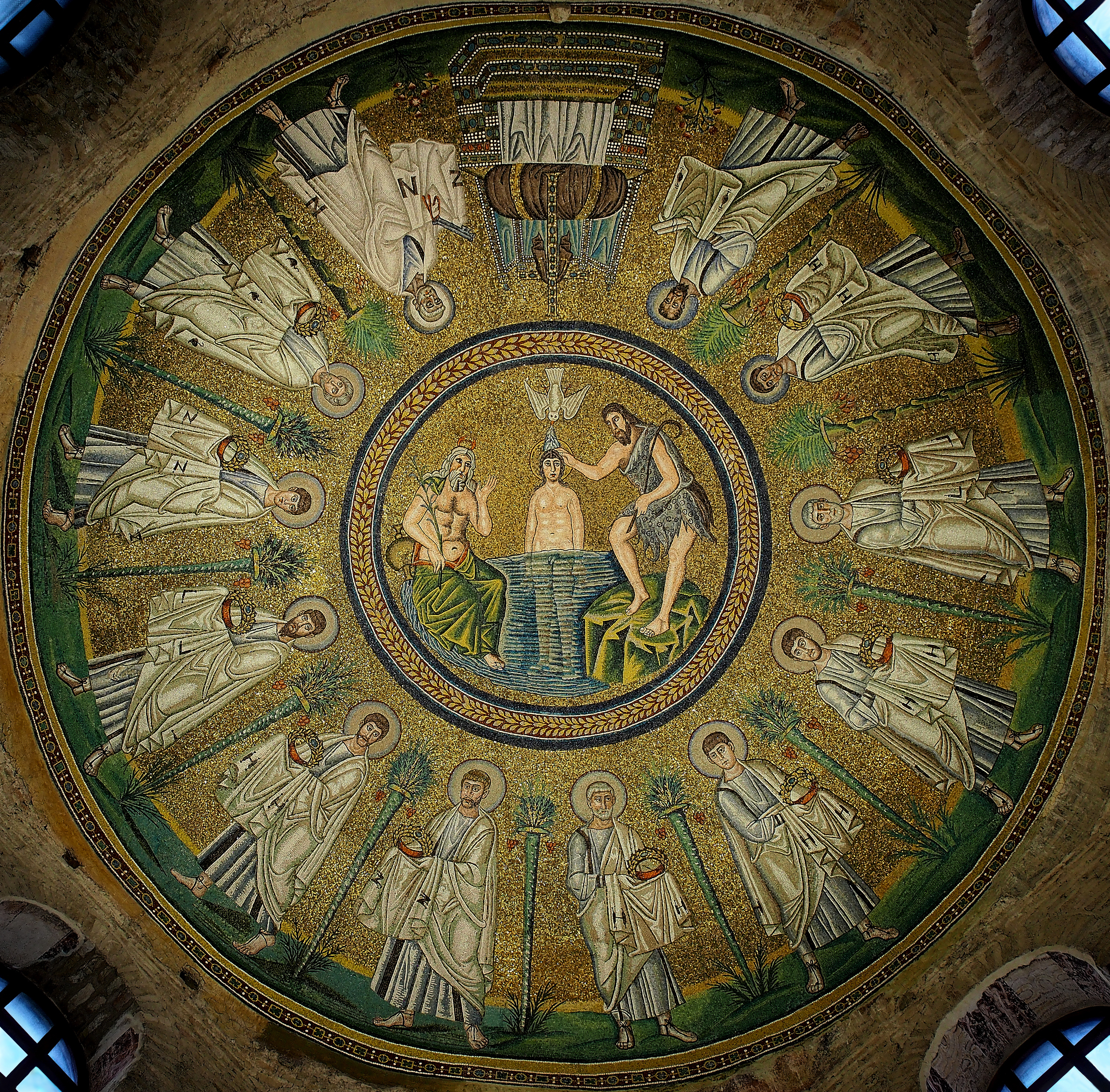
كنيسة كنيسة أريان المعمدانية من القرن الخامس

داخل المسيحية، هناك التوحيديون الذين يؤمنون بأن الله يتكون من شخص واحد فقط، هو الأب، بدلاً من ثلاثة أشخاص كالمذهب الثالوثي. يؤمن التوحيديون بأن التيار السائد للمسيحية قد أفسد على مدى التاريخ، وأنه ليس توحيديا. هناك وجهات نظر توحيدية مختلفة حول يسوع، تتراوح بين الاعتقاد بأنه رجل اختاره الله لرؤيته والإيمان بأنه كائن إلهي، مثل ابن الله الذي كان له وجود سابق. وبالتالي، فإن التوحيد ينقسم عادة إلى مجموعتين رئيسيتين:
- الآريوسية: تعتقد في مرحلة ما قبل وجود اللوغوس (كلمة الله) ، ويرى أن الابن كان أول خلق الله.[9]

- السوسنية: تقول بأن يسوع كان مجرد رجل، ولم يكن له وجود قبل ولادته.[10] [11]

#### الثنائية
الثنائية (البنياتاريانيسم): هو رأي داخل المسيحية أن هناك في الأصل كائنان في اللاهوت –  الآب والكلمة –  التي أصبحت الابن (يسوع المسيح). يؤمن بنوريتورس عادة بأن الله هو عائلة، تتكون حاليا من الأب والابن. بعضهم يعتقدون أن الآخرين سيولدون في النهاية في تلك العائلة الإلهية. ومن ثم، فإنهم غير تثليثيين، لكنهم أيضاً ليسوا وحدويين.

#### المورمونية
في المورمونية التي تمثلها معظم المجتمعات المورمونية، بما في ذلك كنيسة يسوع المسيح لقديسي الأيام الأخيرة، «الله» تعني إلوهيم (الأب)، في حين أن «الإلهية» تعني مجلسًا من ثلاثة كيانات متميزة؛ إلوهيم (يهوه)، الابن (يسوع)، والروح القدس. يملك الأب والابن جسمين ماديين، بينما الروح القدس روح ليس له جسد. يختلف هذا المفهوم عن الثالوث المسيحي التقليدي. في المورمونية، يعتبر الأشخاص الثلاثة كائنات منفصلة جسديًا، أو شخصيات، ولكن لا يمكن تمييزها في الإرادة والغرض.

### الإسلام
المفهوم الأساسي للإسلام هو التوحيد الصارم. وصف الله في القرآن على النحو التالي: "قُلْ هُوَ اللَّهُ أَحَدٌ * اللَّهُ الصَّمَدُ * لَمْ يَلِدْ وَلَمْ يُولَدْ * وَلَمْ يَكُن لَّهُ كُفُوًا أَحَدٌ* (سورة الإخلاص). ينكر المسلمون العقيدة المسيحية للثالوث وألوهية يسوع، مقارنينه بالشرك. في الإسلام، الله هو أبعد من الفهم أو المساواة ولا يشبه أيا من مخلوقاته بأي شكل من الأشكال. وهكذا، فإن المسلمين ليسوا أيقونيون، ولا يحبذون تصوير الله. حملت الملائكة رسالة الله إلى 124,000 نبي تبدأ مع آدم وتنتهي بمحمد. وصف الله في القرآن بأسماء أو صفات معينة، أكثرها شيوعا "الرحمن"، بمعنى "الأكثر رحمة" و "الرحيم " بمعنى "الأكثر تسامحا" (انظر أسماء الله في الإسلام).
يؤمن المسلمون أن خلق كل شيء في الكون يحدث  من خلال أمر الله المطلق "كن فيكون"، وأن الغرض من الوجود هو إرضاء الله، سواء بالعبادة أو بفعل الخير.  يُنظر إليه على أنه إله شخصي يستجيب كلما دعاه شخص محتاج أو استغاثة.  لا يوجد وسطاء، مثل رجال الدين، للاتصال بالله: "هو أقرب إلى خليقته من حبل الوريد " 
الله، دون جمع أو جنس هو الاسم الإلهي للرب المذكورة في القرآن، في حين أن «إله» هو مصطلح يستخدم لإله أو إلهة بشكل عام.

### الإيمان البهائي
يؤمن البهائيون بإله واحد، لا يفنى، خالق كل شيء، بما في ذلك جميع المخلوقات والقوى في الكون.  في الديانة البهائية، يتخطى الله المكان والزمان، ولكن يُوصف أيضًا بأنه «إله شخصي، لا سبيل إلى إدراكه، يتعذر الوصول إليه، مصدر كل رؤيا، أبدي، كلي العلم، منتشر في كل مكان وقدير». على الرغم من عدم إمكانية الوصول إليه مباشرة، إلا أن الله ينظر إليه على أنه واعٍ للخلق، يمتلك عقلًا وإرادة وغرضًا. يعتقد البهائيون أن الله يعبر عن هذه الإرادة في جميع الأوقات وبطرق عديدة، بما في ذلك التعبير عن طريق سلسلة من «الرسل» الإلهيين أو «المعلمين». تنص تعاليم البهائية على أن الله أكبر من أن يفهمه البشر تمامًا، أو أن يخلق صورة كاملة ودقيقة. غالباً ما يشير البهائيون إلى الله بألقاب، مثل «الكل» أو «المحبة كلها».

### اللاهوت النفوي
طور بعض الفلاسفة اليهود والمسيحيين والمسلمين في العصور الوسطى، بما في ذلك موسى بن ميمون وديونيسوس، بالإضافة إلى العديد من حكماء الأديان الأخرى، ما يسمى باللاهوت النفوي أو التحدث عن الله بإظهار ما ليس فيه. على سبيل المثال، لا نستطيع أن نقول أن الله «موجود» بالمعنى المعتاد للمصطلح، لأن هذا المصطلح محدد بشري، وقد لا تتميز خصائص الله مثل الوجود بدقة. ما يمكن أن نقوله بأمان هو أنه لا يمكن إثباته تجريبيا أو غير ذلك أن الله موجود، وبالتالي فإن الله ليس غير موجود. وبالمثل، فإن «حكمة الله» هي من نوع مختلف بشكل أساسي عن الإدراك البشري المحدود. لذلك لا يمكننا استخدام كلمة «حكيم» لوصف الله، لأن هذا يعني أن الله حكيم بالطريقة التي نصف بها البشر حكيمًا. ومع ذلك يمكننا القول بأمان أن الله ليس جاهلاً. لا ينبغي لنا أن نقول أن الله واحد، لأننا قد لا نفهم طبيعة الله حقا، ولكن يمكننا القول أنه لا يوجد تعدد في كائن الله. ويذكر في القرآن أن الله لا يمتلك أي صفة من مخلوقاته، مما يعني أنه لا يمكن أن نستخدم «هو» أو «هي» لوصف الله.[غير مفهوم] القول بأن الله غاضب أو يشعر بأي نوع من الانفعال هو سوء فهم. الانفعالات مشتركة بين جميع البشر. هذا ما يمنحهم جوهرهم، على الرغم من أن يشعروا بالحب أو الغضب أو الغيرة أو غيوم السعادة ويسيء إلى حكمنا وقد يؤدي بنا إلى اتخاذ قرار ضعيف أو القيام بشيء غير عادل. لذلك، الشخص الذي يرى الجميع ويمكن أن يشعر بالجميع لا يحتاج إلى أي عاطفة لاتخاذ قرار. الله وراء العاطفة والتحيزات البشرية الأخرى.

## الديانات الشرقية

### الجانية
الجاينية لا تؤمن بإله خالق. وفقا لعقيدة جاين، فإن الكون ومكوناته - الروح والمادة والمكان والوقت ومبادئ الحركة - كانت موجودة دائما. جميع المكونات والإجراءات تحكمها قوانين طبيعية عالمية. ليس من الممكن إنشاء المادة من لا شيء وبالتالي يبقى مجموع المادة في الكون كما هو (شبيه بقانون حفظ الكتلة). يدعي نص الجانية أن الكون يتكون من جيفا (قوة الحياة أو الأرواح) وأجيفا (الكائنات التي لا حياة لها). وبالمثل، فإن روح كل كائن حي هي فريدة من نوعها وغير مخلوقة، وقد وجدت منذ وقت بلا بداية.

### البوذية
الأختلاف الأساسي بين البوذية والديانات الأخرى أن البوذية لا تلتزم  بمفهوم الإله الأعلى أو المحرك الأول. في البوذية يتمثل الهدف الوحيد للممارسة الروحية هو التخفيف الكامل للحزن (الدوكة) في سامسارا،   تسمى النيرفانا . لا ينكر بوذا ولا يقبل بوجود الخالق،  وينفي تأييد أي وجهات نظر حول الخليقة  ويذكر أن الأسئلة حول أصل العالم لا قيمة لها.  يقوم بعض المعلمين بإرشاد الطلاب لبدء التأمل البوذي بأن مفهوم الألوهية لا يتعارض مع البوذية، ولكن المعتقدات العقائدية في مبدع شخصي أعلى تعتبر عائقًا أمام تحقيق النيرفانا،  وهو أعلى هدف للممارسة البوذية.
يعتقد البوذيون بوجود كائنات تُعرف باسم «ديفا» في العوالم العليا، لكنها مثل البشر، تعاني في سامسارا،  وليست بالضرورة أكثر حكمة منا. في الواقع، يصور بوذا في كثير من الأحيان كمعلم للآلهة،  ويتفوق عليهم. على الرغم من ذلك، يعتقد أن هناك تنوير ديفا على طريق بوذا.

### الهندوسية
في الهندوسية، مفهوم الإله معقد ويختلف مع كل تقليد. تمتد المفاهيم بشكل واسع من الأحادية المطلقة إلى الهينوثية، وتعدد الألهة. في فترة الفيدية التوحيدية بلغ مفهوم الإله الواحد بلغت ذروتها في نصف-تجريد ونصف-تجسيد في شكل الروح الإبداعية المسكونة في كل إله مثل فيشفاكارمان، بوروشا، وبراجاباثس. في غالبية تقاليد فيشنوية، هو فيشنو، الإله، والنص يعرّف عنه بأنه كريشنا، ويشار إليه أحيانًا باسم سفايام باهكافان. مصطلح اسفارا - من الجذر «اس»، يعني الحصول على قوة غير عادية. تتشابه بعض أنظمة سانكايا التقليدية مع بورشورها (ديفين ، أو الأرواح) إلى براكزيتي (الطبيعة أو الطاقة)، على الرغم من أن مصطلح الإله السيادي، يتم ذكر إشفارا ست مرات في أثارفا فيدا، وهو موضع محوري للعديد من التقاليد. وفقا لمدرسة أدفايتا فيدانتا للفلسفة الهندوسية فإن فكرة البراهمان (أعلى أصل كوني) تشبه فكرة الله. إلا أنه خلافا لمعظم الفلسفات الأخرى، تشبه براهمان إلى أتمان (الذات الحقيقية للفرد). بالنسبة إلى الهندوس السنديون، المتأثرين بعمق بالسيخية، يُنظر إلى الله على أنه المزارع القدير لكل الآلهة والإلهات الهندوسية.

#### البراهمان
براهمان هو الواقع الأبدي، الذي لا يتغير، اللامحدود، واللامع، والمتعالي الذي هو الأرضية الإلهية لكل المادة، الطاقة، الزمان، الفضاء، الوجود وكل شيء خارج هذا الكون. توصف طبيعة براهمان بأنها شخصية، عابرة للشخصيات وغير مشخصنة بحسب المدارس الفلسفية المختلفة. كلمة «براهمان» مشتقة من الفعل «بره» (السنسكريتية: ينمو)، وتدل على العظمة واللانهائية. تحدث براهمان على مستويين آبارا وبارا. البارا برهمان هو الشامل - وهو الرأس الذي تظهر منه جميع المفاهيم بما في ذلك الحروف الهجائية. عسل لجميع المعارف (أي مجموعة عالمية من جميع المفاهيم مثل العقل، والفكر، والكلام، والحروف الأبجدية، وما إلى ذلك) وللدلالة على هذا، ويستخدم مصطلح خاص - لا ينشأ من الحروف الهجائية - يسمى أوم.  هو المنبع لجميع المفاهيم لكنه لا يمكن تصور نفسه. هو المفهوم العالمي والمفهوم العام وجميع وسائل المفهوم. آبارا برهمان هي نفسها بارا برهمان ولكن بالنسبة للتفاهم الإنساني فكر كعقل عالمي ذهن عالمي شامل يستمد منه جميع البشر ذرات عقلهم وفكرهم.  

#### إيشفارا
إيشفارا هو مفهوم فلسفي هندوسي، وتعني وحدة تحكم أو المراقب الأعلى (أي الله) في التوحيدية أو الكائن الأسمى أو باعتبارها إشتا-ديفا من الفكر الوحدوي. إشفارا هو كيان متعال وجوهري وصفه أفضل في الفصل الأخير من شوكلا ياجور فيدا سامهيتا ، والمعروف باسم إيشافاسيا أوبانيشاد . تنص على «إيشفارا يغطي ويملأ كل الموجود». لا يخلق إشفارا العالم فحسب، بل يدخل في كل شيء هناك. في تقليد الشيفاوية، يستخدم هذا المصطلح كجزء من كيان مركب «ماهيشفارا» («اللورد العظيم») في وقت لاحق كاسم لسيفا.

#### ميهاديفا
غالبًا ما يُعتبر اللورد شيفا أول إله هندوسي. ميهاديفا تعني حرفيا «أعلى مستوى من الإلهه». ومن المعروف شيفا كما ماهيشفار، الرب العظيم، ميهاديفا، الله العظيم، شامبهو، هارا، بيناكدهريك، حامل للفأس ومريتجيانايا، الفاتح من الموت. هو زوج الإلهة شاكتي هو أيضا ممثلة في ماهاكالا وبهايرافا، الرهيبة، فضلا عن العديد من الأشكال الأخرى بما في ذلك رودرا . غالبًا ما يتم تصوير شيفا على شكل دامارو، وهو عبارة عن طبلة على شكل ساعة من الزجاج، تظهر أدناه مع طريقته . شعاره المعتاد هو أوم ناما شيفايا.
لا يجب أن يخلط مع العديد من الديفا. يمكن ترجمة «الديفا» إلى أنها إله، أو نصف إله، أو ملاك، وكما يمكن أن تصف أي كائن سماوي أو شيئًا يتميز بتميز عالٍ، ووقار.

#### بهاغافان
البهاغافان تعني حرفيا «ممتلك الحظ والثروة، مبارك، مزدهر» (من الاسم بهاغا، تعني «ثروة»)، وبالتالي اللامع، الإلهي، الجليل، المقدس، إلخ. في بعض التقاليد الهندوسية يعتبر الكائن الأسمى أو الحقيقة المطلقة، ولكن مع إشارة محددة إلى آن ذلك الكائن يحوز بشخصية (إله شخصي)وهي تفرقه عن مصطلحات أخرى مشابهة في البراهمية مثل «الروح العليا» أو «روح»، وبالتالي، فالبهاغافان هو من نواح عديدة مماثل لمفهوم الله العام في الإسلام والمسيحية.

## حركات دينية حديثة

### الصليب الوردي
تقدم تعاليم الحكمة الغربية مفهوم المطلق (الغير مبين والغير محدود، «الكائن اللا نهائي» و «أساس الوجود»، «ما وراء الكون كله» و«أبعد من الفهم») الذي ينتقل منه الكائن الأسمى إلى فجر التجلي: «الواحد، المهندس المعماري العظيم للكون».ومن الكينونة الثلاث العليا ينبثق «الوغوس السبعة الكبرى» الذين يحتويون داخل أنفسهم جميع التسلسلات الهرمية العظيمة التي تصبح أكثر تميزا عند انتشارها في العوالم الكونية الستة السفلية. في أعالي العالم من العالم الكوني السابع يسكن إله الأنظمة الشمسية في الكون. هذه الكائنات العظيمة لها تبيانات ثلاثة أضعاف في مظهر، مثل الكائن الأسمى؛ وجوانبها الثلاثة هي الإرادة والحكمة والنشاط .
وفقاً لهذه التعاليم الوردية، في آول يوم للانبثاق،يوم الظهور، يقوم كائن جماعي عظيم، هو الله، بتحديد نفسه في جزءً معين من الفضاء، والذي ينتخبه ليخلق فيه نظامًا شمسيًا لتطوير الوعي الذاتي الإضافي. يوجد في الله مجموعة من التسلسلات الهرمية المجيدة والكائنات الأقل درجة من الذكاء والوعي ، من العلم الكلي إلى اللاوعي الأكثر عمقاً من حالة الغيب الأعمق.

### شمولية توحيدية
تتنوع مفاهيم الإله بشكل كبير بين الشموليين التوحيديين. لا يؤمن البعض بأي آله (ملحدين)؛ كما يعتقد آخرون في الكثير من الآلهة (المشركين). يعتقد البعض أن مسألة وجود إله هو على الأرجح غير مؤكد أو لا يمكن إدراكه (اللاأدرية). يعتقد البعض أن الله تعبير مجازي عن واقع متسامي. يؤمن البعض بإله أنثى (إلهة)، إله ساكن (الربوبية)، إله إبراهيمي، أو إله يتجلى في الطبيعة أو الكون (وحدة الوجود). يرفض العديد من الشموليين التوحيديين فكرة الآلهة وبدلاً من ذلك يتحدثون عن «روح الحياة» التي تربط كل الحياة على الأرض. كما يشجعون كل شخص بالبحث عن الحقيقة والمعاني المفاهيم الروحانية. تاريخيا، كانوا طائفة من داخل المسيحية ويشير المصطلح إلى أي اعتقاد حول طبيعة يسوع المسيح الذي يؤكد الله ككيان مفرد ويرفض عقيدة الثالوث. يشير مصطلح «الشمولية» على نطاق واسع إلى اعتقاد لاهوتي بأن كل الأشخاص والمخلوقات يرتبطون بالله أو الإلهية، وسوف يتصالحون مع إله (الخلاص العالمي).

### السيخية
يطلق السيخيون تسمية فاهيغورو على الله . يصف ناناك، مؤسس السيخية، الله بأنه نيرانكار (من السنسكريتية بمعنى «لا شكل له»)، أكال (يعني «الأبدية») و ألاك (يعني «غير مرئية» أو «غير المراقب»). يبدأ الكتاب المقدس عند السيخ،غورو غروث سايب ، بالرقم «1»، مما يدل على وحدة الله. تفسير ناناك عن الله هو أنه واحد الوجود والشخصية ومتسام وعلى المخلوق الإيمان به وإقامة علاقة حميمية صافية لتحقيق الخلاص. السيخية تدعو الاعتقاد في إله واحد الذي هو منتشر في كل مكان ذات الصفات البلا حدود والذي هو بلا جنس، وطبيعة ممثلة بمصطلح أوناكرايك .
يؤمن السيخ بإله واحد موجودًا منذ بداية الزمن وسيبقى إلى الأبد. لا جنس له، بلا خوف، لا أساس له، غير قابل للتغيير، لا يغتفر، مكتفي ذاتيا، وقدير، وغير خاضع لدورة الولادة والموت.
يصور الله في السيخية على أن له ثلاث جوانب متميزة: الله كالله ؛ الله فيما يتعلق بالخلق ؛ والله فيما يتعلق بالإنسان. خلال تدريس السيدها (أتباع الهندوسية المتجولين)، كان يجاوب ناناك عن سؤال «آين كان الله المتساوي قبل الخلق؟» بالقول: «للتفكير في رب متسامي في تلك الحال هو لدخول لعالم من عجب. حتى في تلك المرحلة فهو متغلغل بكل الفراغ».

### البراهما كومارين
وفقا لبراهما الكومارييين، فإن الله هو الروح المعنوية التي تتحلى بأقصى درجات الروحية مثل السلام والمحبة. 

### كائنات فضائية
بعض نظم المعتقدات والكتب الجديدة نسبياً تصور الله كحياة من خارج كوكب الأرض. العديد من هذه النظريات تشير إلى أن كائنات ذكية من عالم آخر كانت تزور الأرض منذ آلاف السنين وأثرت على تطور دياناتنا. بعض هذه الكتب يفترض أنه تم إرسال الأنبياء أو المسيح إلى الجنس البشري من أجل تعليم الأخلاق وتشجيع تنمية الحضارة (انظر، على سبيل المثال ، الرائية وسيتشسن).

### مهير بابا
وصف المعلم الروحي ماهر بابا الله بأنه محبة لا نهائية إذ يقول: "لا يفهم الله في جوهره حتى يُفهم أيضًا على أنه الحب اللانهائي. الحب الإلهي هو غير محدود في الجوهر والتعبير، لأنه يعاني من الروح من خلال الروح نفسها. إن إقامة الروح هي قصة رومانسية إلهية مثيرة، حيث أن الحبيب ، الذي في البداية لا يدرك شيئا سوى الفراغ والإحباط والسطحية والسلاسل المستعصية من العبودية، يحظى بالتدريج بتعبير أكثر اكتمالا وأكثر حرية عن الحب ويختفي في النهاية. يندمج في الحبيب الإلهي ليحقق وحدة الحبيب والمحبوب في حقيقة الله الأبدية العليا باعتبارها الحب اللانهائي.

### الشيطانية
تبنى أنطون لافى، مؤسس كنيسة الشيطان، وجهة النظر القائلة بأن «الإله» هو من خلق الإنسان، وليس إنسانًا من خلق «الإله». في كتابه ، الكتاب المقدس الشيطاني، يصف الإله بأنه «الذات» الشيطانية الحقيقية - إسقاط لشخصيته الخاصة - وليس إله خارجي.  يستخدم الشيطان كممثل للحرية الشخصية والفردية.  يناقش لافاي هذا على نطاق واسع في كتاب لوسيفر، موضحًا أن الآلهة التي تعبدها الأديان الأخرى هي أيضًا توقعات الذات الحقيقية للإنسان. ويجادل بأن عدم رغبة الرجل في قبول نفسه قد جعله يتخرج من هذه الآلهة لتفادي الشعور بالنرجسية التي ترافق العبادة الذاتية. 

## الفلسفة الحديثة

### فلسفة المنهجية والايمان بالله المفتوحة
اللاهوت المنهجي هي مدرسة فكرية متأثرة بفلسفة المنهجيات الميتافيزيقية لألفريد نورث وايتهيد (1861-1947)، في حين أن الإلهية المفتوحة هي حركة لاهوتية مشابهة بدأت في التسعينيات.
في كلتا المدرستين، الله ليس كلي القدرة بالمعنى التقليدي. فالواقع لا يتكون من مواد مادية تدوم عبر الزمن ، بل أحداث متسلسلة مرتبًة، والتي هي مجال للخبرة في الطبيعة. يتميز الكون من خلال العملية والتغيير الذي قام به وكلاء الإرادة الحرة. يميز تقرير المصير كل شيء في الكون ، وليس فقط البشر. الله والمخلوقات تشارك في خلق. لا يمكن للله أن يجبر أي شيء على الحدوث، وإنما يؤثر فقط على ممارسة هذه الإرادة الحرة من خلال توفير الإمكانيات. تتوافق اللاهوت المنهجية مع فكرة وحدة الوجود ومفهوم أن الله يحتوي على الكون ولكن أيضا يتجاوز ذلك. الله بوصفه المنطقي النهائي الأعظم - فهو الكيان الوحيد القادر على تقليل عدد لا نهائي من المعادلات المنطقية التي لها عدد لا نهائي من المتغيرات وعدد لا نهائي من الحالات إلى الحد الأدنى من النموذج على الفور.

### ما بعد الإنسان
إن الإله ما بعد الإنسان هو كيان مستقبلي افتراضي ينحدر من البشر أو يقوم البشر بخلقه، ولكنه يمتلك إمكانات تتجاوز بشكل جذري تلك الموجودة لدى البشر الحاليين فيبدو وكأنه إله. أحد الاختلافات الشائعة في هذه الفكرة هو الإيمان أو الطموح الذي سيخلقه البشر كيانًا لله يخرج من الذكاء الاصطناعي. والمتغير الآخر هو أن الإنسانية في حد ذاتها سوف تتطور إلى أن تصبح الله ما بعد الإنسانية.
أصبح مفهوم الإله ما بعد الإنسان شائعاً في الخيال العلمي. قال مؤلف الخيال العلمي آرثر سي. كلارك خلال مقابلة معه: «قد يكون دورنا على هذا الكوكب ليس عبادة الله، بل خلقه». افترض صديقه وزميله الراحل إسحق آسيموف، في قصته «السؤال الأخير» ان يحدث اندماجا بين البشرية والذكاء الآلي الذي سينتج في نهاية المطاف إلها قادرًا على عكس الانتروبيا، ثم يبدأ بإنشاء تريليونات جديدة من السنين من العصر الحالي عندما يصبح الكون في المرحلة الأخيرة من الموت الحراري. في سلسلة الخيال العلمي لفرانك هربرت بعنوان "الكثيب"، يتم إنشاء شخصية مهدية مسانية بعد آلاف السنين من التكاثر المسيطر عليها. وسلسلة الثقافة، التي كتبها إيان بانكس، هناك كائن عابر للإنسان ميقوم بحراسة المجتمع من خلال ذكاء آلة كإله. وهناك مثال أقوى على ذلك في رواية سماء التفرد تأليف تشارلز شتروس، حيث يستطيع الذكاء الاصطناعي في المستقبل تغيير الأحداث حتى في الماضي، ويتخذ تدابير قوية لمنع أي كيان آخر من الاستفادة من قدرات مماثلة. يظهر مثال آخر في الرواية الشعبية «تحولات الذكاء الأولي» حيث يستخدم الذكاء الاصطناعي المتقدم عقله الكمومي المتطور الخاص لحل التناقضات في نظريات الفيزياء وتطوير نظرية ميدانية موحدة تعطيها سيطرة مطلقة على الواقع، في طريقة الفلسفة الرقمية.